# フレディー・フリース
フレディー・フリース（Frederick L. "Freddie" FrithOBE、1909年3月30日‐1988年5月24日）は、イギリス・イングランドリンカンシャー州出身のオートバイレーサー。彼はロードレース世界選手権350ccクラス初代チャンピオンである。

## 生涯
リンカンシャー州グリンスビー生まれ。石工やオートバイ取扱業などを経験したフレディーは、1935年にマンクス・グランプリのジュニアTTを洗練されたテクニックで制した。翌年からノートンのチームに加わり、マン島TTレースに出場し、セニアTT3位・ジュニアTT優勝を勝ち取った。1937年にはスネーフェル・マウンテン・コースを平均時速88.21mphで駆け抜け、セニアTT優勝をさらった。
第二次世界大戦による中断をはさみ再開された1947年マン島・セニアTTこそモト・グッツィで予選落ちしたが、翌年にはジュニアTTをベロセットで制した。そして1949年、第1回大会となるロードレース世界選手権350ccクラスで5戦5勝（ラウンド1のマン島ジュニアTTを兼ねたレースの連覇を含む）の完全制覇を成し遂げ、チャンピオンとしてその名を刻んだ。
1988年5月24日に死去。79歳没。

## ロードレース世界選手権
1949年のポイントシステム
| 順位     | 1  | 2 | 3 | 4 | 5 | ファステストラップ |
| ポイント | 10 | 8 | 7 | 6 | 5 | 1                  |

- 凡例
- ボールド体のレースはポールポジション、イタリック体のレースはファステストラップを記録。

| 年   | クラス | チーム     | 1     | 2     | 3     | 4     | 5     | 6     | ポイント | 順位 | 勝利数 |
| ---- | ------ | ---------- | ----- | ----- | ----- | ----- | ----- | ----- | -------- | ---- | ------ |
| 1949 | 350cc  | ベロセット | IOM 1 | SUI 1 | NED 1 | BEL 1 | ULS 1 |       | 33       | 1位  | 5      |
| 1949 | 500cc  | ベロセット | IOM - | SUI 5 | NED - | BEL - | ULS - | ITA - | 5        | 11位 | 0      |